# Ryder Cup 2014

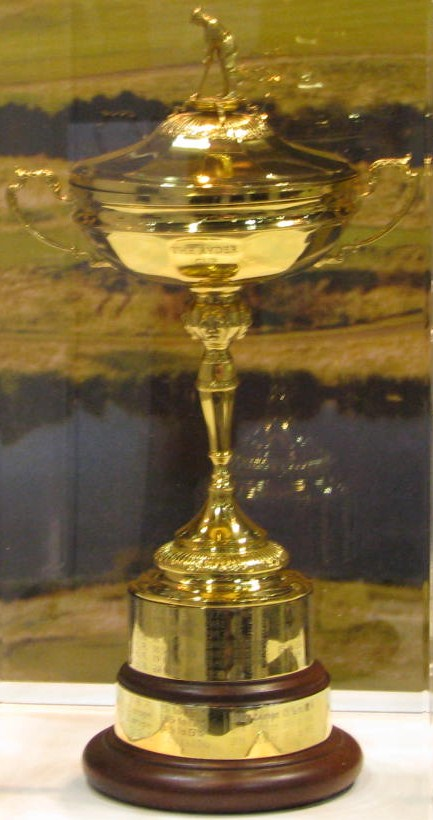
Trofeu de la Ryder Cup.

La 40a Ryder Cup es va disputar als Europa entre el 26 i el 28 de setembre de 2014 al Gleneagles Hotel prop de Auchterarder, a Perthshire, Escòcia.

## Els equips
Els deu millors jugadors d'ambdós equips són escollits mitjançant un sistema de puntuació en el qual s'agafen els resultats en diferents torneigs. Els altres dos jugadors són escollits pel capità de cada equip.

### Europa
| Equip d'Europa    |                  |      |                                     |
| Nom               | Nacionalitat     | Edat | Notes                               |
| Paul McGinley     | Irlanda          | 47   | Capità de l'equip                   |
| Rory McIlroy      | Irlanda del Nord | 25   | 3a participació                     |
| Henrik Stenson    | Suècia           | 38   | 3a participació                     |
| Victor Dubuisson  | França           | 24   | 1a participació                     |
| Jamie Donaldson   | Gal·les          | 38   | 1a participació                     |
| Sergio García     | Espanya          | 34   | 7a participació                     |
| Justin Rose       | Anglaterra       | 34   | 3a participació                     |
| Martin Kaymer     | Alemanya         | 29   | 3a participació                     |
| Thomas Bjorn      | Dinamarca        | 43   | 3a participació                     |
| Graeme McDowell   | Irlanda del Nord | 35   | 4a participació                     |
| Stephen Gallacher | Escòcia          | 39   | 1a participació, elecció del capità |
| Ian Poulter       | Anglaterra       | 38   | 5a participació,elecció del capità  |
| Lee Westwood      | Anglaterra       | 44   | 9a participació, elecció del capità |

### Estats Units
| Equip dels Estats Units |      |                                     |
| Nom                     | Edat | Notes                               |
| Tom Watson              | 65   | Capità de l'equip                   |
| Bubba Watson            | 35   | 3a participació                     |
| Rickie Fowler           | 25   | 2a participació                     |
| Jim Furyk               | 44   | 9a participació                     |
| Jimmy Walker            | 35   | 1a participació                     |
| Phil Mickelson          | 44   | 10a participació                    |
| Matt Kuchar             | 36   | 3a participació                     |
| Jordan Spieth           | 21   | 1a participació                     |
| Patrick Reed            | 24   | 1a participació                     |
| Zach Johnson            | 38   | 4a participació                     |
| Keegan Bradley          | 28   | 2a participació, elecció del capità |
| webb Simpson            | 29   | 2a participació, elecció del capità |
| Hunter Mahan            | 32   | 3a participació, elecció del capità |

## Competició

### Enfrontaments del divendres

#### Matí: fourballs
| EU                      | Resultats        | USA                     |
| ----------------------- | ---------------- | ----------------------- |
| J. Rose/H. Stenson      | 5 & 4            | B. Watson/W. Simpson    |
| T. Bjorn/M. Kaymer      | Empat            | R. Fowler/J. Walker     |
| S. Gallacher/I. Poulter | 5 & 4            | J. Spieth/P. Reed       |
| S. García/R. McIlroy    | 1 up             | K. Bradley/P. Mickelson |
| 1½                      | Marcador parcial | 2½                      |
| 1½                      | Marcador total   | 2½                      |

#### Tarda: foursomes
| EU                       | Resultats        | USA                     |
| ------------------------ | ---------------- | ----------------------- |
| J. Donaldson/L. Westwood | 2 Up             | J. Furyk/M. Kuchar      |
| J. Rose/H. Stenson       | 2 & 1            | H. Mahan/Z. Johnson     |
| R. McIlroy/S. García     | Empat            | J. Walker/R. Fowler     |
| V. Dubuisson/G. McDowell | 3 & 2            | P. Mickelson/K. Bradley |
| 3½                       | Marcador parcial | ½                       |
| 5                        | Marcador total   | 3                       |

### Enfrontaments del dissabte

#### Matí: fourballs
| EU                       | Resultats        | USA                 |
| ------------------------ | ---------------- | ------------------- |
| J. Rose/H. Stenson       | 3 & 2            | B. Watson/M. Kuchar |
| J. Donaldson/L. Westwood | 4 & 3            | J. Furyk/H. Mahan   |
| T. Bjorn/M. Kaymer       | 2 & 1            | P. Reed/J. Spieth   |
| R. McIlroy/I. Poulter    | Empat            | J. Walker/R. Fowler |
| 1½                       | Marcador parcial | 2½                  |
| 6½                       | Marcador total   | 5½                  |

#### Tarda: foursomes
| EU                       | Resultats        | USA                  |
| ------------------------ | ---------------- | -------------------- |
| J. Donaldson/L. Westwood | 2 & 1            | Z. Johnson/M. Kuchar |
| S. García/R. McIlroy     | 3 & 2            | J. Furyk/H. Mahan    |
| M. Kaymer/J. Rose        | Empat            | J. Spieth/P. Reed    |
| V. Dubuisson/G. McDowell | 5 & 4            | J. Walker/R. Fowler  |
| 3½                       | Marcador parcial | ½                    |
| 10                       | Marcador total   | 6                    |

### Enfrontaments del diumenge

#### Individuals
| USA               | Resultats        | EU             |
| ----------------- | ---------------- | -------------- |
| Graeme McDowell   | 2 & 1            | Jordan Spieth  |
| Henrik Stenson    | 1 Up             | Patrick Reed   |
| Rory McIlroy'     | 5 & 4            | Rickie Fowler  |
| Justin Rose       | Empat            | Hunter Mahan   |
| Stephen Gallacher | 3 & 1            | Phil Mickelson |
| Martin Kaymer     | 4 & 2            | Bubba Watson   |
| Thomas Bjorn      | 4 & 3            | Matt Kuchar    |
| Sergio García     | 1 Up             | Jim Furyk      |
| Ian Poulter       | Empat            | Webb Simpson   |
| Jamie Donaldson   | 5 & 3            | Keegan Bradley |
| Lee Westwood      | 3 & 2            | Jimmy Walker   |
| Victor Dubuisson  | Empat            | Zach Johnson   |
| 6½                | Marcador parcial | 5½             |
| 16½               | Marcador total   | 11½            |